# Krouchitsa
Krouchitsa (en macédonien Крушица) est un village du centre de la Macédoine du Nord, situé dans la municipalité de Sveti Nikolé. Le village comptait 22 habitants en 2002.

## Démographie
Lors du recensement de 2002, le village comptait :
- Macédoniens : 22